# Aranthangi
Aranthangi là một thành phố và khu đô thị của quận Pudukkottai thuộc bang Tamil Nadu, Ấn Độ.

## Nhân khẩu
Theo điều tra dân số năm 2001 của Ấn Độ, Aranthangi có dân số 34.266 người. Phái nam chiếm 49% tổng số dân và phái nữ chiếm 51%. Aranthangi có tỷ lệ 80% biết đọc biết viết, cao hơn tỷ lệ trung bình toàn quốc là 59,5%: tỷ lệ cho phái nam là 84%, và tỷ lệ cho phái nữ là 75%. Tại Aranthangi, 12% dân số nhỏ hơn 6 tuổi.